# Cymelia

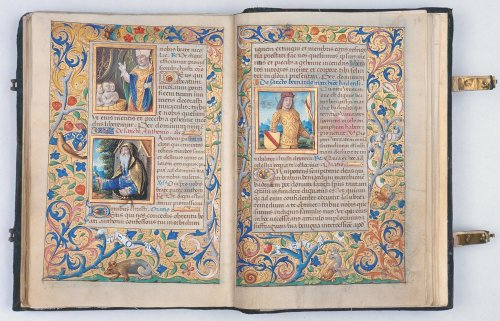
Iluminowany rękopis – przykład cymelium

Cymelia albo cimelia (gr. κειμήλιον keimēlion „nieruchomość, kosztowność, skarb, klejnot”) – zbiory lub obiekty o szczególnej wartości, odpowiednio chronione i przechowywane; najcenniejsze druki i rękopisy w bibliotece, wydzielone z zasobów i specjalnie chronione; rzadziej pisma i druki zakazane tzw. prohibita.
Status cymelium mogą uzyskać wszystkie rodzaje dokumentów bibliotecznych, rękopisy, druki, ryciny, fotografie, mapy i muzykalia wyróżniające się formą, treścią, pochodzeniem lub wiekiem. Mogą stanowić część cennych kolekcji lub być pamiątkami po wybitnych osobistościach.
Do cymeliów zaliczyć można: zwoje i kodeksy papirusowe i pergaminowe, dzieła sławnych drukarni (np. Aldiny, Elzewiry), autografy, druki i rękopisy o szczególnych walorach artystycznych, istotne dokumenty świadczące o przemianach społecznych, naukowych czy ideowych, obiekty o nietypowym formacie oraz materiale łatwym do uszkodzenia.
W Polsce zaliczamy do nich między innymi: kodeksy rękopiśmienne, najstarsze druki, polonika z XVI w., cenne grupy pism z późniejszych okresów (np. literatura ariańska), fragmenty ciekawych zbiorów (np. Volsciana, biblioteka Zygmunta Augusta), a także książki, wybierane pod kątem rzadkości występowania (np. prasa konspiracyjna).
Oryginały udostępniane są w czytelniach zbiorów specjalnych bibliotek. Dostęp do nich jest zarezerwowany na ogół dla ściśle określonej kadry bibliotecznej i naukowej. Dostępne są również kopie w postaci fotokopii, mikrofilmów lub w wersji cyfrowej. Cymelia często prezentowane są jako obiekty muzealne.
Niekiedy w bibliotece tworzone są specjalne działy, w których umieszcza się cymelia  (np. dział „rzadkich książek” w Związku Radzieckim i "rezerwy" w Belgii).